# Sävsjön (Hycklinge socken, Östergötland, 641377-150970)
Sävsjön är en sjö i Kinda kommun i Östergötland och ingår i Botorpsströmmens huvudavrinningsområde.